# Rover (motocykly)
Rover Company byl původně britský výrobce jízdních kol a motocyklů. Společnost byla založena v roce 1878 Johnem Kempem Starleym v Coventry jako výrobce jízdních kol. V listopadu 1902 vyvinula a vyrobila svůj první typ motocyklu Rover Imperial. Mezi lety 1903 až 1924 Rover vyrobil více než 10.000 motocyklů.

## Historie
V červnu 1896 John Starley rozšířil svou firmu a přejmenoval ji na Rover Cycle Co. Ltd. Sídlem a výrobním závodem se stala továrna New Meteor Works v Coventry. Starleyho bezpečná kola Rover byla velmi úspěšná a dobře se prodávala, ovšem Starley se zajímal také o motocykly a tak v roce 1899 použil peníze z těchto prodejů na nákup a dovoz některých z prvních motocyklů značky Peugeot z Francie a dále s nimi experimentoval. Jeho prvním zamýšleným projektem bylo dostat motor z těchto motocyklů na jedno ze svých kol Rover. Nicméně než stačil vývoj dokončit, Starley předčasně v říjnu 1901 zemřel ve věku 46 let. Obchod pak převzal podnikatel Harry John Lawson.

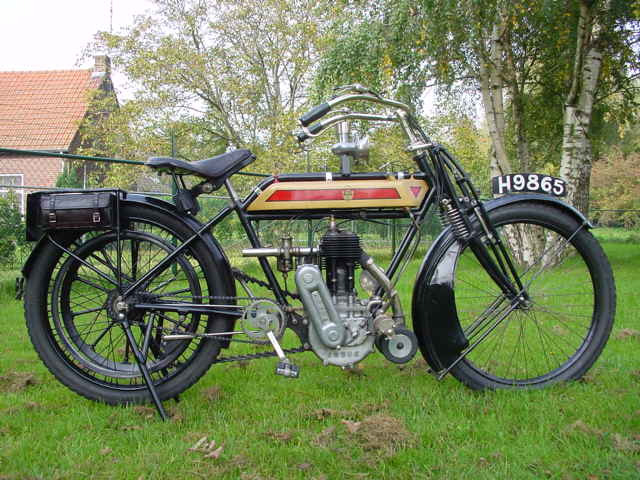
Motocykl Rover z roku 1912

Prvním vyvinutým a sériově vyráběným motocyklem společnosti byl v listopadu 1902 model Rover Imperial. Stroj měl svařovaný rám ve tvaru diamantu, motor o síle 3,5 koňských sil posazený uprostřed a přední vidlice systému Springer. Touto konstrukcí značně předběhl svou dobu.  Tento první motocykl Rover měl na svou dobu poměrně moderní technické vymoženosti, jako byl rozprašovací karburátor vyvinutý v roce 1890 Wilhelmem Maybachem, motor uložený uprostřed a mechanicky ovládané ventily. Měl silnou kostru se zdvojenými předními trubkami a kvalitně zpracovanou povrchovou úpravou. V roce 1904 bylo prodáno přes tisíc motocyklů Rover. V následujícím roce však Rover zastavil výrobu motocyklů a dále se soustředil na výrobu jejich bezpečných bicyklů. V roce 1910 byl návrhář John Greenwood pověřen vyvinout nový motor o objemu 500cc s pružinovými zdvihátky a výkonem 3,5 koňských sil. Dále měl motor magneto od firmy Bosch a karburátor Brown and Barlow. Tento nový model, který měl mimo jiné také v té době inovativní ozubený hnací řetěz a přední odpružené vidlice systému „Druid“, byl představen v roce 1910 na veletrhu Olympia show. Tohoto modelu bylo prodáno více než 500 kusů.

## Závodní úspěchy
V roce 1913 byl uveden model TT s kratším rozvorem a sportovními řídítky. Tovární tým ve složení testovací jezdec Dudley Noble a mechanik Chris Newsome měl s tímto modelem mnoho úspěchů a získal Pohár konstruktérů.

## Výroba po První světové válce

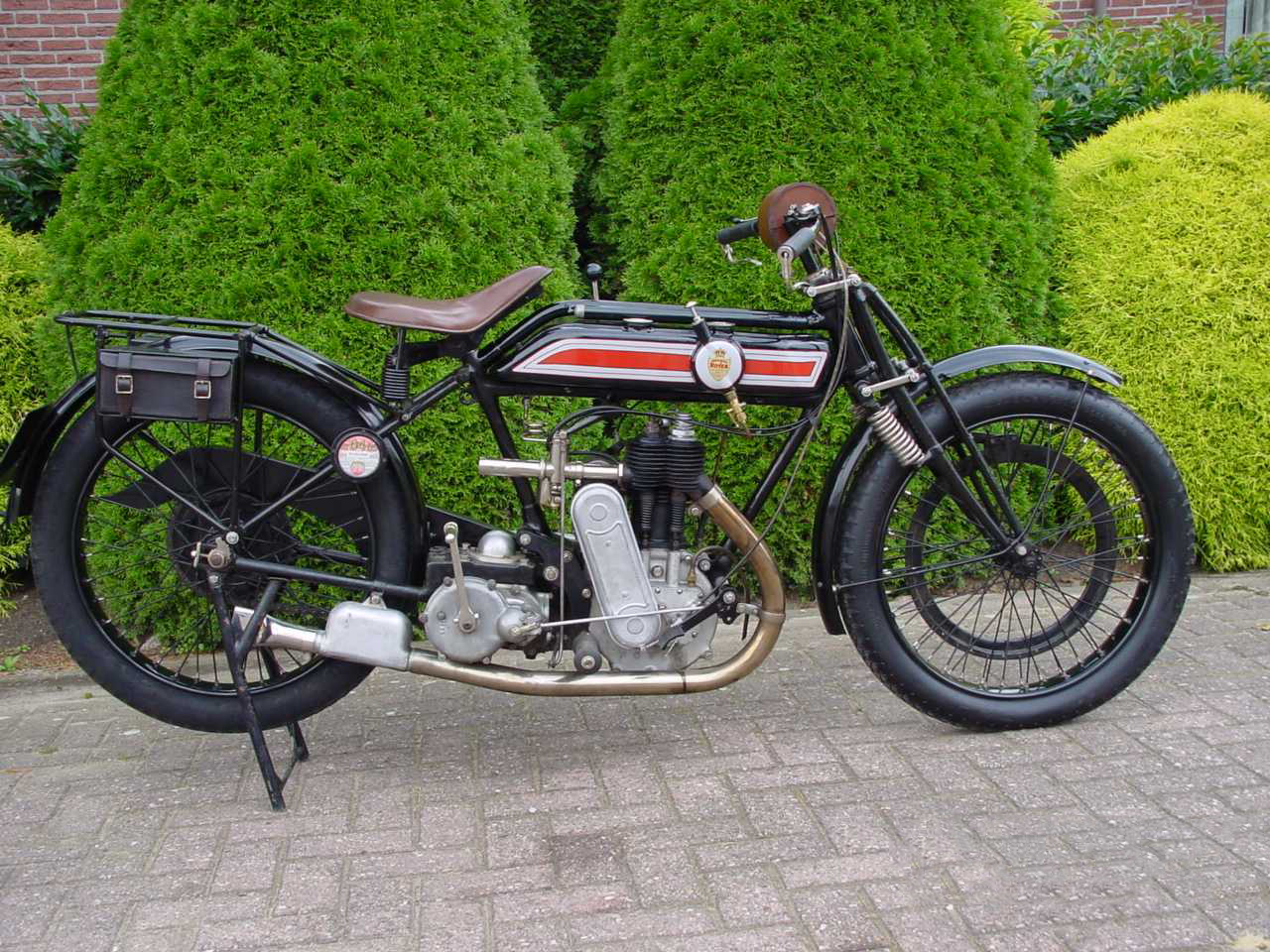
Rover s motorem 500cc z roku 1920

Rover během první světové války dodával motocykly s jednoválcovým motorem o objemu 499cc převážně Ruské carské armádě. Když válka skončila, začala se společnost zaměřovat na výrobu automobilů. Přesto Rover stále vyráběl motocykly s motory o objemech 248cc a 348cc s rozvodem OHV a také s motory firmy JA Prestwich Industries, včetně vidlicových dvouválcových motorů V-Twin o objemu 676cc. V roce 1924 Rover zvolil cestu výroby stavebnicových konstrukcí motorů s převodovkami na jedné konzoli a uvedl nový lehký motocykl s motorem o objemu 250cc. Ten měl nová světla na přední i zadní straně a novou koncepci bubnových brzd. Prodeje byly velmi nízké a tak Rover přestal vyrábět jak jízdní kola tak i motocykly a zaměřil se pouze na výrobu osobních automobilů. V letech 1903 až 1924 Rover vyrobil více než 10 000 motocyklů.